# Ensemble Stylus Phantasticus
L'ensemble Stylus Phantasticus est un ensemble de musique baroque.

## Historique
L'ensemble Stylus Phantasticus a été fondé en 2001 par la gambiste allemande Friederike Heumann.
La même année, l'ensemble Stylus Phantasticus publie son premier enregistrement avec des œuvres de Philipp Heinrich Erlebach.

## Membres de l'ensemble
- Victor Torres, chant
- Friederike Heumann, viole de gambe
- Sophie Watillon  † , viole de gambe
- Pablo Valetti, violon (Guadagnini)
- Nicholas Robinson, violon
- Eduardo Egüez, théorbe et guitare baroque
- Siobhán Armstrong, harpe
- Dirk Börner, clavecin et orgue
- David Plantier, violon
- Brian Franklin, viole de gambe et violone

## Discographie
- 2001 : "Zeichen im Himmel" de Philipp Heinrich Erlebach
- 2003 : "Ciaccona – il mondo che gira" de Dietrich Buxtehude
- 2007: "L'Harmonie des Nations" avec des œuvres de Muffat, d'all Abacco, Pez, Pachelbel et Kerll. (Diapason d'or)